# إريك فـان دير فان
إريك فـان دير فان (بالهولندية: Erik van der Ven)‏ هو لاعب كرة قدم هولندي في مركز الوسط، ولد في 15 فبراير 1984 في Schaijk ‏ في هولندا. لعب مع نادي جينك.